# Basílica de Nuestra Señora del Carmen (São Paulo)
La Basílica de Nuestra Señora del Carmen (en portugués: Basílica de Nossa Senhora do Carmo) es un templo católico en Sao Paulo al sur de Brasil que fue diseñado por el arquitecto polaco Georg Przyrembel, que aprovechó de los trabajos de la antigua iglesia del Carmen, así como los altares y los parapetos de las grandes ventanas. Las pinturas fueron hechas por Tullio Mugnaini y la Vía Sacra es de Carlos Oswald.
Fue inaugurada el 1 de abril de 1934, Domingo de Pascua de ese año. El arzobispo de Sao Paulo, Don Duarte Leopoldo y Silva dio la bendición episcopal.
En 1940, la iglesia fue honrado como una parroquia y tuvo como primer vicario a Fray Bautista Blenke. El 10 de diciembre de 1949, el obispo Dom Eliseu carmelita van de Weijer se hizo cargo de la Iglesia. El 13 de mayo de 1950 fue elevada a basílica menor por el Papa Pío XII.
El órgano de la basílica fue construidp en Alemania en 1934 por la fábrica alemana E. P. Walker, con dos teclados y 2206 tubos. En 1955 se amplió por Peter Inglada a 3 manuales y a pedal.